# Goldikova
Goldikova (n. Irlanda; 15 de marzo de 2005  – 5 de enero de 2021)) fue una yegua campeona pura sangre inglés, ganadora tres veces de la Breeders' Cup Mile y hasta en cuatro ocasiones del Prix Rothschild. En 2010 ganó el premio de Caballo Europeo del Año.
Entrenada en Francia por Freddy Head, corrió también en Estados Unidos y Reino Unido. Ganó 14 carreras de Grupo 1, en 9 de ellas batiendo a los machos, y superando a Miesque como la única yegua entrenada en Europa ganadora de más de 10 Grupos 1 desde su introducción en la década de 1970. Goldikova ha sido el único caballo capaz de ganar tres (2008, 2009, 2010) Breeders' Cup Mile. Fue montada por Olivier Peslier en todas sus carreras.

## Carrera deportiva

### 2007: temporada de 2 años
Goldikova ganó las dos carreras que disputó a 2 años, el Prix de Toutevoie y el Prix de la Lorie en el hipódromo de Chantilly.

### 2008: temporada de 3 años
A 3 años, reapareció en abril corriendo todos los meses desde entonces. Comenzó con dos segundos puestos y una tercera posición, perdiendo ante Zarkava (en la Poule d'Essai des Pouliches y en el Prix de Diane), después ganó tres carreras seguidas. La primera fue en el Prix Chloé, seguida del Prix Rothschild, donde batió a las ganadoras clásicas Darjina y Natagora.

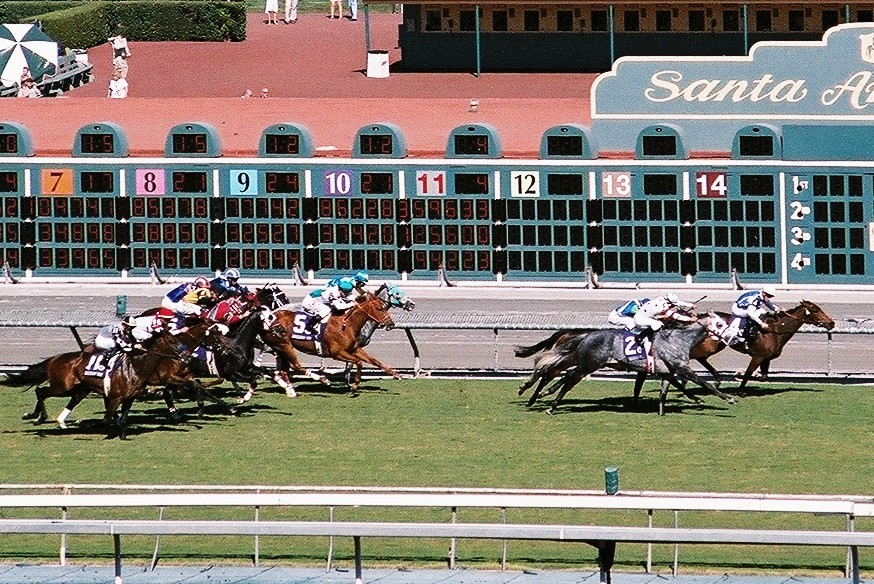
Goldikova ganando la Breeders' Cup Mile

Su tercera victoria consecutiva fue en septiembre en el hipódromo de ParisLongchamp donde ganó el Grupo 1 Prix du Moulin batiendo de nuevo a Darjina y Natagora así como al irlandés Henrythenavigator. Volvió a batir a los machos cuando ganó la Breeders' Cup Mile en Santa Anita Park en California y fue finalista en los Premios Eclipse como Caballo del año sobre hierba en USA del año 2008.

### 2009: temporada de 4 años

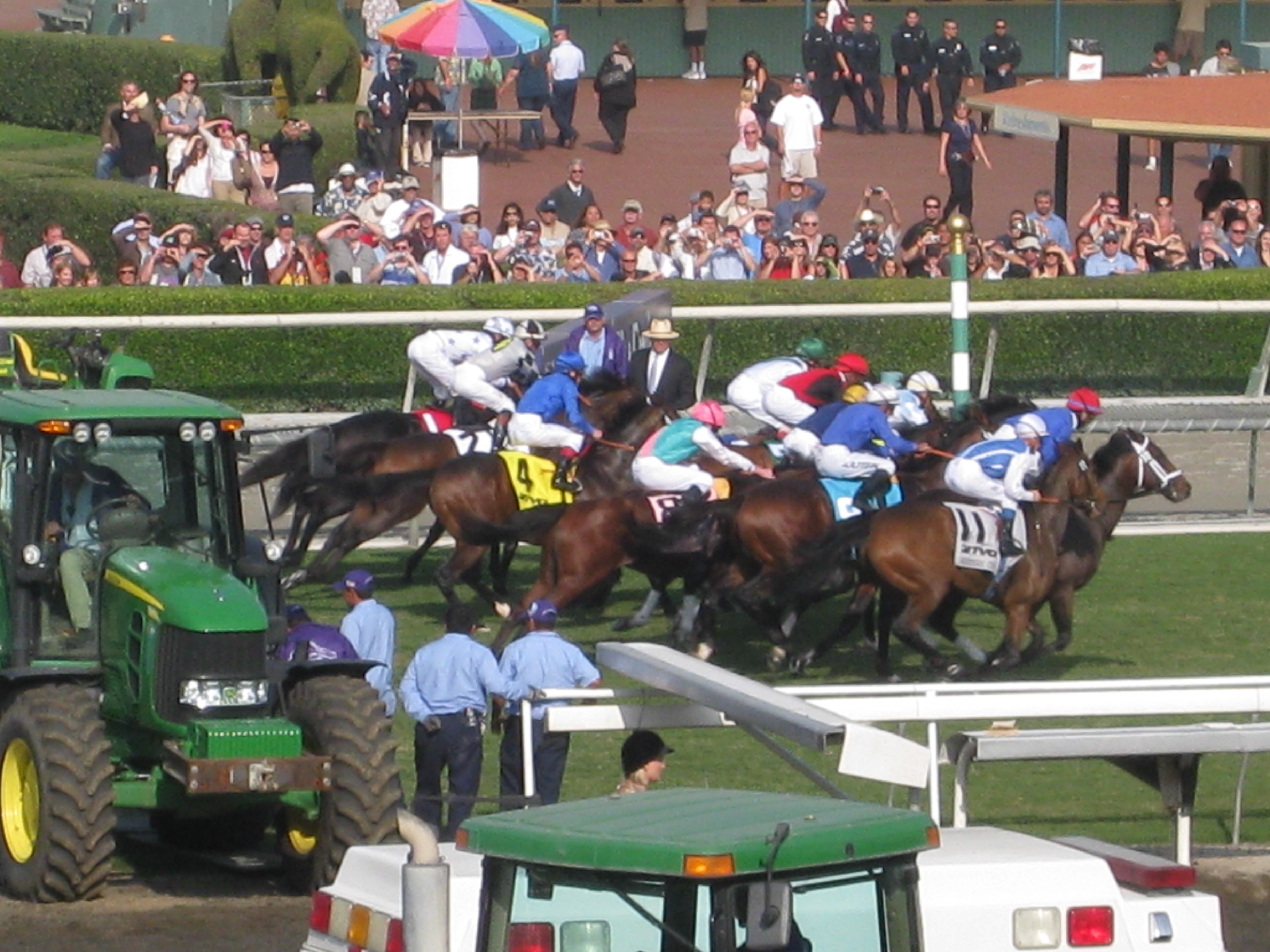
Goldikova (#11) en la salida de la Breeders' Cup Mile

A 4 años reapareció en mayo en el Prix d'Ispahan, terminando séptima en una pista blanda. En julio, ganó el Falmouth Stakes en el hipódromo de Newmarket, en el Reino Unido. El 2 de agosto, ganó por segunda vez consecutiva el Prix Rothschild en el hipódromo de Deauville-La Touques. También en Deauville Goldikova ganaría el 16 de agosto su sexto Grupo 1, batiendo fácilmente a los machos en el Prix Jacques Le Marois.  Goldikova volvió a Santa Anita Park donde ganó su segunda Breeders' Cup Mile, con una táctica de carrera totalmente diferente. 

### 2010: temporada de 5 años

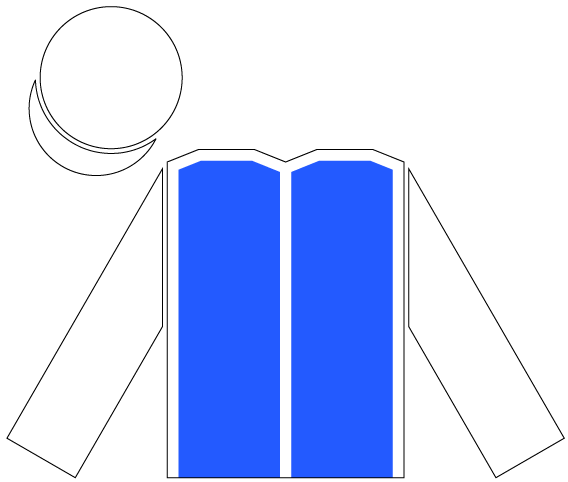
Chaquetilla de los hermanos Wertheimer

Tras su victoria en la Breeders' Cup , Goldikova fue a descansar al Haras du Quesnay de la familia Head en Normandía hasta mediados de febrero. El 23 de mayo, ganó el Prix d'Ispahan.
El 15 de junio, ganó el Queen Anne Stakes en Royal Ascot, batiendo por un cuello al ganador de la edición anterior Paco Boy, y terminando a tan solo medio segundo de ganarlo en tiempo récord. Fue su noveno Grupo 1. El 1 de agosto, consigue el triplete en el Prix Rothschild. El 15 de agosto, en el Prix Jacques Le Marois, Goldikova sería batida, por primera vez en el año, por Makfi.
El 3 de octubre, Goldikova batió a 16 machos en el Prix de la Forêt de ParisLongchamp, incluyendo a Dick Turpin, Paco Boy, y la ganadora de las 1000 Guineas, Special Duty. Al ganar esta carrera, batiría el récord de Miesque, como yegua europea con más victorias de Grupo 1.
Goldikova hizo historia el 6 de noviembre, cuando se convirtió en el primer caballo de la historia en vencer en la Breeders' Cup en tres ocasiones, cuando ganó la Breeders' Cup Mile, batiendo a Gio Ponti. El 16 de noviembre Goldikova fue galardonada con dos Cartier Racing Awards, como Caballo del Año y Campeón de Edad. Se convirtió en el primer caballo en ganar el galardón de Campeón de Edad dos veces.

### 2011: temporada de 6 años

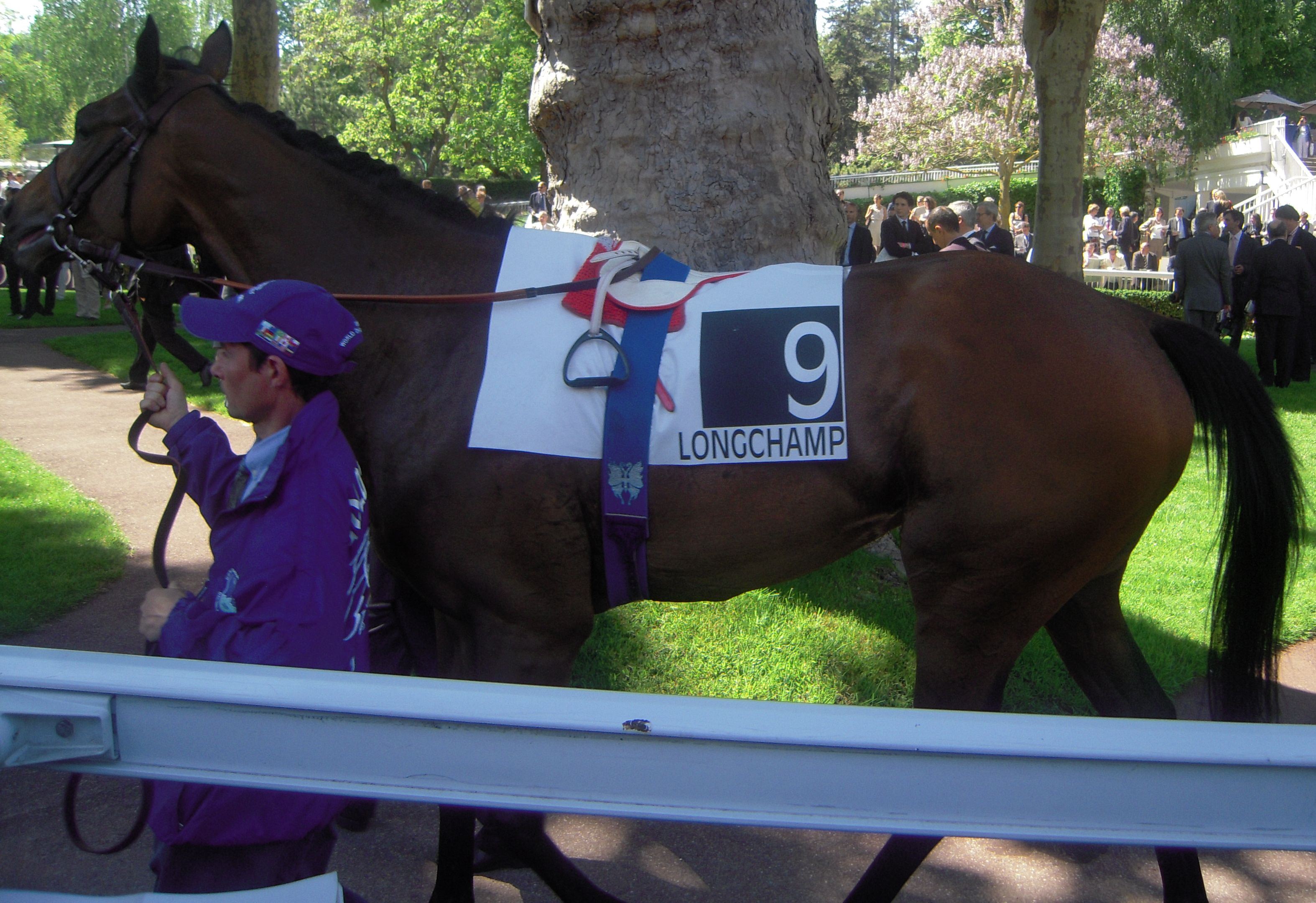
Goldikova en el paddock previo

Goldikova reapareció el 22 de mayo ganando el Prix d'Ispahan por segunda vez, batiendo a Cirrus des Aigles, ganador del Champion Stakes.
El 14 de junio terminó segunda a ¾ de cuerpo de Canford Cliffs en el Queen Anne Stakes. Goldikova ganó su 14ª carrera de Grupo 1, consiguiendo un récord en Europa, cuando ganó por cuarta vez consecutiva el Prix Rothschild en Deauville. El 15 de agosto, Goldikova terminaría segunda de Inmortal Verse en el Prix Jacques Le Marois de Deauville, Francia.
Goldikova preparó su participación en la Breeders' Cup Mile disputando el Prix de la Forêt, en el meeting del Prix de l'Arc de Triomphe, donde fue batida por tan solo una cabeza por el cinco veces ganador de Grupo 1 Dream Ahead. Ésta sería la última carrera de Goldikova en Francia antes de disputar la última carrera de su vida deportiva en Estados Unidos. El 4 de noviembre, sería tercera de la Breeders' Cup Mile, un cuerpo tras el ganador Court Vision.

## Honores y Premios
Goldikova fue oficialmente valorada como el 6º Mejor Caballo del Mundo en 2008 con un valor de handicap de 125. La única hembra con un valor superior al suyo, fue el de la ganadora del Prix de l'Arc de Triomphe Zarkava. En 2009, con un valor de handicap de 130, fue el 2º Mejor Caballo del Mundo, tras el ganador de las 2000 Guineas, Derby de Epsom y Prix de l'Arc de Triomphe Sea the Stars. Goldikova obtuvo un valor de 125 en 2010, siendo el 11º Mejor Caballo del Mundo del año, pero siendo la primera hembra de la lista. En su última temporada, la de 2011, terminaría como 14º Mejor Caballo del Mundo y tercera mejor hembra con un valor de 124.
En 2017, Goldikova fue inscrita en el Salón de la Fama de las Carreras de Caballos.

## Cría
Goldikova fue retirada de la competición inmediatamente después de su tercera plaza en la Breeders' Cup Mile. A principios de 2012, fue cubierta por el semental campeón Galileo et Coolmore Stud en Irlanda. El domingo 3 de febrero de 2013, Goldikova pariría a su primer producto, un macho. Volvió a visitar a Galileo en 2013. Goldikova murió el 5 de enero de 2021.
Producción
2013 Goldikovic (IRE), macho castaño, nacido el 3 de febrero, por Galileo (IRE) – no corredor y semental en Brasil.
2014 Terrakova (IRE), hembra castaña, nacida el 4 de febrero, por Galileo (IRE) – ganadora del Prix Cléopâtre (Gr.3), y tercera del Prix de Diane (Oaks Francés, Gr.1).
2016 Goldika (IRE), hembra alazana, nacida el 9 de febrero, por Intello (GER) - ganadora de una carrera.
2017 Alikova (GB), hembra castaña, nacida el 5 de febrero, por Galileo (IRE) - no ganadora.
2018 Goldistyle (IRE), hembra alazana, nacida el 13 de febrero, por Dubawi - ganadora del Prix Maurice Silbar - Fonds Europeen de l'Elevage (Listed), tercera del Prix Rothschild y cuarta del Prix de la Forêt.
2019 Lehman (GB), macho castaño, nacido el 11 de marzo, por Galileo (IRE) - no colocado en una salida.